# Мятлик обыкновенный
Мятлик обыкновенный (лат. Póa triviális) — многолетний рыхлодерновинный злак, вид рода Мятлик (Poa).
Обыкновенный луговой злак, встречающийся в умеренных регионах Евразии и Северной Америке.

## Ботаническое описание
Многолетнее рыхлодерновинное растение с коротким корневищем, образующее немногочисленные облиственные столоны. Стебли 25—120 см высотой, прямостоячие или в нижних узлах приподнимающиеся и укореняющиеся, цилиндрические или едва сплюснутые. Узлы цилиндрические или слабо сплюснутые. Влагалища свободные до половине длины и более, уплощённые, густо покрытые мелкими шипиками, нижние влагалища часто голые. Язычок 3—10 мм длиной, шероховатый, на конце заострённый до острого. Пластинка листа 1—6 мм шириной, зелёная или сиреневатая, плоская, слабо шероховатая по жилкам, на верхушке заострённая.
Соцветие — рыхлая метёлка 8—25 см длиной, с 35—100 и более колосками, в каждом узле с 3—7 сильно шероховатыми веточками 2—8(10) см длиной. До цветения метёлка сжата, веточки направлены кверху, затем они отгибаются. Колоски 3—4(6) мм длиной, яйцевидные до эллиптических или продолговатых, уплощённые с боков. Цветки по 2—4 в колоске, ось колоска между цветками гладкая или шиповатая. Колосковые чешуи немного неравные по длине, отчётливо килеватые, нижняя 2—3,8 мм длиной, ланцетная, с одной жилкой, верхняя — 2,5—4,3 мм длиной, яйцевидная, с тремя жилками. Нижняя цветковая чешуя 2,3—3,8 мм длиной, узкопродолговатая, по килю до середины коротковолосистая, в основании с длинными извилистыми волосками. Верхняя цветковая чешуя линейно-ланцетная, с двумя килями.
Зерновка эллиптическая, скрытая в цветковых чешуях.

## Распространение и экология
Широко распространённый в Европе и Северной Азии вид, завезённый в Северную Америку, где широко распространился. Встречается по суходольным и заболоченным лугам, у водоёмов, нередко доминируя вместе с мятликом болотным, хвощом луговым.
Хорошо произрастает на влажных плодородных, на песчаных сухих почвах не растёт. В травостое держится не более 5 лет. Хорошо переносит тень. В отношении засухи мало устойчив. Легко выпадает из травостоя. К холоду мало чувствителен. В составе естественных травостоев принимает небольшое участие. 

## Значение и применение
Хорошо переносит вытаптывание, но отава отрастает слабо. Хорошо поедается скотом в сене и на пастбище. В кормовом отношении стоит ниже мятлика лугового (Poa pratensis).

## Таксономия

### Синонимы
- Poa attica Boiss. & Heldr., 1854
- Poa ariguensis Steud., 1854
- Poa callida Rydb., 1909
- Poa dubia Leers, 1775
- Poa scabra Ehrh. ex Koeler, 1802
- Poa setacea Huds., 1762
- Poa stolonifera Haller ex Muhl., 1817, nom. illeg.
- Poa tristriata Steven, 1812
- Poa woronowii Roshev., 1934

и другие.